# 1994年世界篮球锦标赛
第十二届男篮世界锦标赛是1994年在加拿大多伦多进行的男篮世界杯，是美国NBA球员第一次参加世界锦标赛，并最终轻松获得了冠军。
俄罗斯和克罗地亚队則是在苏联和南斯拉夫解体后第一次参加世界杯，兩隊并分获二三名。
中国队在这次世锦赛上首次获得第八名（不含中华民国早期的两次八强）。

## 中国国家队第一次世界八强
1994年，中国男篮在第21届世锦赛上第一次从小组赛突围，获得了第八名的好成绩。2年后，在奥运会上他们复制了这一成就，于是这一批让中国男篮实现历史性突破的球员（胡卫东、巩晓彬、孙军、刘玉栋、李楠）逐渐被媒体和球迷追捧为中国男篮的“黄金一代”。同样在1994年，中国男子篮球职业联赛（CBA）成立，中国篮球开始走上职业联赛的道路，“黄金一代”球员亦成为CBA前十年最耀眼的明星。当时中国队的打法以外线突破投篮为主，胡卫东、巩晓彬、孙军是其中的佼佼者。不过“黄金一代”这次进入前八的比赛也受到不少人对真正实力的质疑，源于在小组赛中中国队对美国队战略性放弃导致大比分失利，不过凭借拼下与自己实力相近的球队涉险过关。但支持者认为这只是利用赛事的规则，成绩是不容否认的。